# 岚漪河
岚漪河位于中华人民共和国山西省西部的一条河流，是黄河左岸支流，发源于岚县北部与岢岚县交界处的饮马池山东麓，东北流至河口乡后逐渐转北流，于岢岚县宋家沟乡黄道川村以南转西北流，过县城岚漪镇转西南流，经阳坪乡、温泉乡、兴县魏家滩镇、瓦塘镇等地，于瓦塘镇裴家川口村汇入黄河。河长120千米，流域面积2166.6平方千米，河道平均比降9.6‰，年均径流量8089万立方米，年均输沙量1066万吨。

## 概况
岚漪河系黄河支流， 因源出古岚州地， 水流平缓而碧波涟漪而得名。（一说，因原名漪水，又流经岢岚县，故名。）清人顾祖禹《读史方舆纪要》载：“嵐漪河，在州城西南，源出州東五十里黃道川北之分水嶺，經乏馬嶺西與舟道溝水合流，又西南合巨麓嶺水，西流經興縣界入大河。”岚漪河发源于芦芽山、鹿径岭西的饮马池山、岚县北部河口乡。海拔2222米。自南向北流经岢岚县宋家沟乡，向西北流经岢岚县城关，西流经温泉乡，入兴县境。再经木崖头、魏家滩、瓦塘 至裴家川口汇入黄河。位于东经 110°52′～111°53′， 北纬38°28′～38°42′。主流全长114公里， 流域面积2167平方公里， 其中岢岚县1567.5平方公里，占72.3%。多年平均年降水量540毫米，年径流量 10170万立方米。地下水可开采储量1585万立方米。岚漪河还包括五寨、保德少许面积。根据2001年的统计，岚漪河全流域25乡、349村、11 万人口，54. 8万亩耕地，276亩林地，煤、铝矾土、铁等矿产资源丰富。截至2001年，已建淤地坝60座，淤地3000亩。兴县于1979年建成天古崖水库，控制流域面积1897平方公里。年来水8936万立方米。年来沙1187万吨。浆砌石重力坝，坝高58米。总库容2409万立方米，造地0.9万亩，护地1.5万亩，灌溉农田1万亩。岢岚县在上游主流东川河上建有高家湾水库，土坝高24.4米，总库容650万立方米，年来水3137立方米。南北干渠总长14公里，可灌溉农田4万亩。

## 水文地质情况
岚漪河是岢岚县最大的河流，河流平均比降 1/86，流域的形状系数0.388。流域面积为岢岚全县总面积的81.5%，集雨面积约为1600k㎡，合 160 万公顷，河床较平坦，宽窄不一，最宽处约为200m，最窄处约为20m。
岚漪河流域地势东高西低，地形复杂，地面支离破碎。流域内石山区居多，约占全流域的 63％，其余均为丘陵区。流域上游植被较好，下游差，属黄土丘陵区，沟壑发育，水土流失严重。
同时，岚漪河流域是山西省暴雨多发地区。由于流域内地势陡峭，东南气流和西南气流在输入过程中被高山阻挡，使气流抬升，多形成地形雨。暴雨的特点是发生次数多、强度大、历时短。洪水多由局部暴雨形成，洪水陡涨陡落，由于流域总体植被较差，水土流失现象严重。洪水中挟带着大量泥沙是岚漪河河道发生变化的根本成因。
岚漪河流域主要有两条支流，一为南川河，一为北川河。

## 历史
岚漪河河谷为北边游牧民族进入汾河谷地的咽喉要道，岚漪河东岸是吕梁山脉北段管涔山脉，故岚漪河流域为古人修筑长城以抵御游牧民族的入侵提供了必备的自然条件。目前，在岚漪河北岸所发现的岢岚宋长城是全国唯一发现的宋代长城。